# Gmina Dźorcze Petrow
Gmina Dźorcze Petrow (mac. Општина Ѓорче Петров) – gmina tworząca jednostkę administracyjną Wielkie Skopje, będąca częścią skopijskiego regionu statystycznego (скопски регион).

## Demografia
Według spisu z 2002 roku gminę zamieszkiwało 41 634 osób. Pod względem narodowości większość mieszkańców stanowią Macedończycy (85,16%), a wśród mniejszości narodowych największą grupę tworzą Serbowie (4,15%), pozostali zaś (10,69%).
W skład gminy wchodzi:
- 8 osiedli: Graczani, Dźorcze Petrow, Kiseła Jabuka, Kuczkowo, Nikisztane, Nowo Seło, Orman, Wołkowo.